# Mark Boal
Pour les articles homonymes, voir Boal.
Mark Boal est un journaliste, scénariste et producteur américain né en 1973 à New York. En 2010, il obtient l'Oscar du meilleur scénario original pour Démineurs.

## Filmographie

### En tant que scénariste
- 2007 : Dans la vallée d'Elah (In the Valley of Elah) de Paul Haggis[1]
- 2008 : Démineurs (The Hurt Locker) de Kathryn Bigelow
- 2012 :  Zero Dark Thirty de Kathryn Bigelow
- 2014 : Call of Duty: Advanced Warfare
- 2017 :  Detroit de Kathryn Bigelow
- 2019 : Triple Frontière (Triple Frontier) de J.C Chandor

### En tant que producteur
- 2008 : Démineurs (The Hurt Locker) de Kathryn Bigelow
- 2012 :  Zero Dark Thirty de Kathryn Bigelow
- 2017 :  Detroit de Kathryn Bigelow

## Distinctions

### Récompenses
- 2010 : Oscar du meilleur scénario original pour Démineurs
- 2012 : St. Louis Film Critics Association Awards  : meilleur scénario original pour Zero Dark Thirty
- 2012 : Satellite Awards : Meilleur scénario original pour Zero Dark Thirty
- 2012 : Dallas-Fort Worth Film Critics Association Awards : meilleur scénario pour Zero Dark Thirty
- 2012 : Chicago Film Critics Association Awards : meilleur scénario pour Zero Dark Thirty
- 2013 : EDA Awards : meilleur scénario pour Zero Dark Thirty
- 2013 : Vancouver Film Critics Circle : meilleur scénario pour Zero Dark Thirty
- 2013 : Village Voice Film Poll : meilleur scénario pour Zero Dark Thirty
- 2013 : Writers Guild of America Awards : meilleur scénario pour Zero Dark Thirty

### Nominations
- 2010 : Golden Globe du meilleur scénario pour Démineurs
- 2013 : Golden Globe du meilleur scénario pour Zero Dark Thirty
- 2013 : Oscar du meilleur scénario original pour Zero Dark Thirty